# يزيد النحوي
أبو الحسن يزيد بن أبي سعيد النحوي المروزي القرشي بالولاء، من رواة الحديث وهو ثقة، روى له البخاري في «الأدب» والباقون سوى مسلم. قال ابن حبان: «كان متقنا من العباد ثبتا من الزهاد تاليا لكتاب الله عالما بما فيه جهده». توفي سنة إحدى وثلاثين ومائة.

## نسبه
قال أبو بكر بن أبي داود: النحو قبيلة ونحو بطن من الأزد، يقال لهم: بنو نحو، ليسوا من نحو العربية، ولم يرو منهم الحديث إلا رجلان: أحدهما يزيد هذا، وسائر من يقال له النحوي من نحو العربية: شيبان بن عبد الرحمن النحوي، وهارون بن موسى النحوي، وأبو زيد النحوي.

## روايته للحديث النبوي
- روى عن: سليمان بن بريدة، وأخيه عبد الله بن بريدة، وعكرمة مولى ابن عباس، ومجاهد بن جبر المكي.
- روى عنه: الحسن بن رشيد العنبري، والحسين بن واقد ، وعبد الله بن سعد الدشتكي الرازي، ومحمد بن بشار، وأبو عصمة نوح بن أبي مريم ، ويسار المعلم وأبو حمزة السكري المروزيون.[1]

## أقوال العلماء فيه
أقوال العلماء فيه:
- قال أبو حاتم الرازي: «صالح الحديث».
- قال أبو حاتم بن حبان البستي: «كان متقنا من العباد ثبتا من الزهاد تاليا لكتاب الله عالما بما فيه جهده».
- قال أبو دواد السجستاني: «ثقة».
- قال أبو زرعة الرازي: «ثقة».
- قال أحمد بن حنبل: «كذا وكذا».
- قال أحمد بن شعيب النسائي: «ثقة».
- قال ابن حجر العسقلاني: «ثقة».
- قال الدارقطني: «حسبك به ثقة ونبلا».
- قال الذهبي: «متقن عابد».
- قال يحيى بن معين: «ثقة».

## وفاته
قَتله أَبُو مُسلم، سنة إِحْدَى وَثَلَاثِينَ وَمِائَة لأَمره إِيَّاه بِالْمَعْرُوفِ.